# Río Lerma
El río Lerma es el río interior más largo de México. Nace en los manantiales de Almoloya del Río en el Estado de México, y atraviesa hacia el noroeste el Valle de Toluca, Querétaro, Guanajuato, Michoacán y desagua en el lago de Chapala. Tiene una longitud de 708 km y drena una cuenca de 47 116 km².
El río Lerma ha sido siempre un recurso natural básico para las actividades humanas, proveyendo agua potable y humedad a miles de hectáreas de cultivos de las márgenes y dotando de energía eléctrica a la Ciudad de México.
Sin embargo, recibe vertidos de residuos tóxicos industriales y domésticos.

## Toponimia
Fue conocido como el río Grande de Toluca, río Grande Chicnahuatenco o río Chignahuapan, cuya etimología de origen náhuatl significa nueve aguas o nueve manantiales. Se le relacionaba con el Mictlán o mundo de los muertos. Su nombre actual proviene de la ciudad del mismo nombre que fundó Martín Reolín Varejón el 29 de marzo de 1613 en las inmediaciones de Santa Clara, nombre que hace alusión a la villa de Lerma en la provincia de Burgos, España, y que fue elegido por Reolín en honor al duque de Lerma, Francisco de Sandoval y Rojas, quien fue primer ministro del rey Felipe III.

## Curso
El río Lerma nace en las ciénegas de Lerma, cerca de Almoloya del Río, en una meseta a 24 kilómetros al sureste de la ciudad de Toluca de Lerdo. Las ciénegas reciben sus aguas de manantiales que surgen de los volcanes basálticos que descienden del Monte de Las Cruces. Se encuentran entre el valle de Toluca y la cuenca de México.
El río forma la corta frontera entre los estados de Querétaro y Michoacán y luego fluye hacia el oeste-noroeste a través del estado de Guanajuato. Tras girar hacia el sur, el río separa Guanajuato y Michoacán, y Michoacán y Jalisco antes de desembocar, en el lago de Chapala, 24 kilómetros al oeste-suroeste de La Barca.
En su paso por las cercanías de La Piedad de Cabadas, Michoacán, forma una majestuosa cascada llamada El Salto.

## Ecología
La cuenca Lerma-Chapala-Grande de Santiago y sistemas asociados son ricos en peces de agua dulce, siendo el hogar de más de 100 especies nativas y 19 especies introducidas. Entre las especies autóctonas, las dos familias más diversas son Goodeidae y Atherinopsidae (cada una de ellas cuenta con aproximadamente el 50 % de las especies autóctonas de la cuenca), seguidas de los poecílidos y los ciprínidos (cada una de ellas cuenta con aproximadamente el 1⁄8 de las especies autóctonas de la cuenca). Entre ellos hay muchas especies endémicas, como varios Chirostoma («charales»), varios mexcalpiques, algunos Poeciliopsis vivíparos, algunos Algansea, dos carpas Yuriria, algunos Notropis, dos bagres Ictalurus, dos lampreas Tetrapleurodon y más. Muchos de ellos están amenazados, y algunos charales Chirostoma y las tres carpas Evarra ya se han extinguido.
La cuenca Lerma-Chapala-Grande de Santiago y los sistemas asociados tienen cuatro cangrejos cambáridos endémicos: Cambarellus chapalanus, C. lermensis, C. prolixus y Procambarus digueti.

## Importancia
Durante los siglos XVII y XVIII, se establecieron grandes haciendas a lo largo de este río. Los toros de esta zona se consideraban una de las mejores ganaderías de toros bravos.
Junto con el río Grande de Santiago (562 km), el cual desemboca en el lago de Chapala, el sistema fluvial Lerma-lago Chapala-Santiago es el segundo río más largo de México, con 1281 km (562 km + 11 km + 708 km) si se considera desde su nacimiento hasta la desembocadura en el océano Pacífico.
La importancia del río Lerma estriba en que es un recurso natural básico para las actividades humanas, además de ser una importante fuente de energía eléctrica que surte a la Ciudad de México con 79 000 k y de agua potable mediante un acueducto que atraviesa la sierra de las Cruces. En México, la dependencia oficial encargada de monitorear la calidad del agua superficial (ríos, arroyos, lagos, lagunas, presas, y zonas costeras) y subterránea (pozos) es la Comisión Nacional del Agua (CONAGUA), y lo hace a través de la Red Nacional de Monitoreo. Para el 2015 CONAGUA disponía de 4999 sitios de monitoreo de calidad del agua.
Por otra parte, se utiliza para riego de los cultivos de las zonas agrícolas situadas en sus márgenes. Como ejemplo, tenemos el Valle de Santiago en el estado de Guanajuato, o el Valle de La Barca en el estado de Jalisco, donde se conforma uno de los distritos de riego más importantes de México, el cual ocupa un lugar importante dentro de las zonas agrícolas del país. Asimismo, es hábitat de peces comestibles, que son aprovechados por los habitantes de estas regiones.

## Contaminación
El río Lerma ha tenido problemas crónicos de contaminación. La mayoría de los problemas se deben al vertido al río de aguas residuales no tratadas o insuficientemente tratadas. Los embalses construidos para controlar el caudal tan variado del río a menudo están atascados con jacintos de agua debido a la eutrofización causada por los efluentes no tratados. Las industrias más importantes de la zona del río Lerma son las que producen carne, productos lácteos, hortalizas, bebidas, pasta y papel, artículos de cuero y productos petroquímicos y químicos. En estas actividades económicas se ha puesto poco o ningún énfasis en el tratamiento y reciclaje de las aguas residuales.
La situación empeoró mucho a finales de la década de 1980 debido a unas políticas hídricas descoordinadas que hicieron poco o nada por regular el uso del agua entre intereses contrapuestos y no tuvieron en cuenta los efectos de las actividades río arriba para quienes vivían río abajo. Gracias a la intensa presión pública se elaboraron planes gubernamentales que mejoraron la calidad del agua en la década de 1990. En 1997, 45 depuradoras con una capacidad de tratamiento de 5.72 metros cúbicos por segundo funcionaban con regularidad, con una eficacia media del 70 %. Se estaban construyendo otras seis instalaciones de tratamiento para aumentar la capacidad regional a 9.56 metros cúbicos por segundo. En el lago de Chapala, en el que desemboca el río Lerma, la calidad del agua mejoró, pasando de un 90 % de mala calidad en 1989 a un 85 % de buena calidad en 1997. Sin embargo, la peor calidad del agua seguía estando más cerca de la desembocadura del río Lerma en el lago.
Sin embargo, en la década que comenzó en 2000, los niveles de contaminación del sistema fluvial fueron alarmantes, con estudios en Michoacán y Guanajuato que documentaron un aumento del cáncer y la neurocisticercosis en las poblaciones que viven cerca del río. La porción del río Lerma de la cuenca Lerma-Chapala se considera la más contaminada, especialmente en los tramos más cercanos a su nacimiento, cerca de Almoloya del Río. Desde 2005, los contaminantes industriales se han convertido en una grave preocupación, así como la continua pérdida de vida vegetal en el propio río y sus alrededores. En 2005, miles de peces murieron repentinamente en el río en el municipio de Pénjamo, en el estado de Guanajuato, cuando el flujo de efluentes agotó el oxígeno en esa parte del río. Las partes bajas del río, más cercanas al lago de Chapala, están en mejor estado porque hay menos urbanización.
El río es utilizado como canal receptor de desecho por las ciudades y zonas industriales de Toluca y Salamanca, existiendo en esta última una refinería de petróleo. Aunado a lo anterior, se agrega la contaminación que tiene su origen en el lavado de las tierras de cultivo. El tratamiento de aguas negras podría ayudar a resolver parte de este problema. El problema es que ni los gobiernos locales ni el sector industrial hacen nada al respecto, a pesar de las reivindicaciones sociales en los últimos años.[cita requerida]
En época de precipitaciones pluviales el arrastre de desperdicios aumenta el riesgo de desborde del río, lo que ha afectado a los habitantes de las poblaciones asentadas en sus márgenes, principalmente la de San Mateo Atenco. La contaminación del agua afecta no únicamente a animales que habitan en los ríos contaminados como el Lerma, sino también a organismos que dependen de éstos como alimento.[cita requerida]